# Thạch Hóa
Thạch Hóa là một xã thuộc huyện Tuyên Hóa, tỉnh Quảng Bình, Việt Nam.

## Địa lý
Xã Thạch Hóa nằm ở trung tâm huyện Tuyên Hóa, có vị trí địa lý:
- Phía đông giáp xã Đức Hóa
- Phía tây giáp xã Đồng Hóa và xã Sơn Hóa
- Phía nam giáp huyện Minh Hóa
- Phía bắc giáp tỉnh Hà Tĩnh.

Xã Thạch Hóa có diện tích 74,70 km², dân số năm 2019 là 7.649 người, mật độ dân số đạt 102 người/km².

## Lịch sử
Ngày 21 tháng 4 năm 2003, thành lập xã Nam Hóa trên cơ sở 23,65 km² diện tích tự nhiên và 2.320 người của xã Thạch Hóa.
Sau khi điều chỉnh, xã Thạch Hóa có diện tích 52,09 km², dân số là 5.659 người, mật độ dân số đạt 109 người/km².
Trước khi sáp nhập, xã Nam Hóa có diện tích 23,76 km², dân số là 2.298 người, mật độ dân số đạt 97 người/km². Xã Thạch Hóa có diện tích 50,94 km², dân số là 5.351 người, mật độ dân số đạt 105 người/km².
Ngày 10 tháng 1 năm 2020, Ủy ban Thường vụ Quốc hội ban hành Nghị quyết số 862/NQ-UBTVQH14 về việc sắp xếp các đơn vị hành chính cấp xã thuộc tỉnh Quảng Bình (nghị quyết có hiệu lực từ ngày 1 tháng 2 năm 2020). Theo đó, sáp nhập toàn bộ diện tích và dân số của xã Nam Hóa trở lại xã Thạch Hóa.